# Julio Daniel Asad
Julio Asad (*Buenos Aires, Argentina, 7 de junio de 1953) es un exfutbolista y entrenador argentino, apodado «El Turco». En abril de 2010, asume como Director Técnico de Independiente del Valle. En marzo de 2011, se disvincula de Independiente del Valle debido a los malos resultados en las últimas fechas del campeonato ecuatoriano.

## Biografía
Nació en la ciudad de Buenos Aires, Argentina, el 7 de junio de 1953. Debutó como jugador en la primera división de fútbol de Vélez Sarsfield. Se mantiene casado con su mujer con quien tuvo a sus dos hijos. Es abuelo de una nieta y un nieto. Uno de sus hijos también es jugador de fútbol en el ascenso argentino. Es el tío paterno de otro jugador, Omar Asad, apodado "Turquito" en su honor.
En abril de 2008, luego de descender del viaje de regreso desde Arabia Saudita, sufre un accidente cerebrovascular, que lo lleva a una internación de urgencia. Gracias a un excelente tratamiento recuperó la movilidad y logra poseer el alta médica para reintegrarse a su trabajo de Director Técnico. Al continuar con algunas cierta secuelas, mantiene un año sabático, hasta que logra un contrato con el equipo El Nacional volviendo a un gran equipo del Ecuador; no sin antes, ser evaluado por una junta médica para decidir su aptitud médica antes de vinculación profesional mediante firma del contrato.

## Trayectoria

### Como jugador
Comienza debutante en el Vélez Sarsfield. Formó parte de la selección Argentina de 1975. Sufrió a los 27 años una lesión de rotura de ligamento lateral cruzado posterior y los dos meniscos de la rodilla derecha, que significó su retiro del fútbol.

### Como director técnico
En 1985 se inició como director técnico en el Deportivo Riestra. Militó diferentes equipos de las divisionales de ascenso del fútbol argentino. Su primer equipo ecuatoriano en ser dirigido fue el Centro Deportivo Olmedo que lo corona campeón en el año 2000, logrando que por primera vez un equipo que no sea de Guayaquil o Quito se proclama campeón, ya que Olmedo pertenece a Riobamba. Su trayectoria en Ecuador es extensa, exitosa un ejemplo de esto es el Club Deportivo Cuenca, con el Cuenca obtuvo el campeonato en 2004.
Además varios equipos contaron con su servicio como el Liga Deportiva Universitaria de Quito, Deportivo Quito, . En Liga Deportiva Universitaria de Quito demostró su capacidad de descubridor de talentos al afianzar a Carlos Tenorio, futuro goleador de la selección ecuatoriana.Forma parte de los relevantes Directores Técnicos Argentinos que se desempeñaron o se desempeñan en Ecuador como  el patón Edgardo Bauza, el gallego Rubén Darío Insúa , el chocho Llop,Club Atlético Fas (El Salvador, Subcampeón 2006/2007,etc.

## Clubes

### Como jugador
| Club            | País      | Año       |
| --------------- | --------- | --------- |
| Vélez Sarsfield | Argentina | 1972-1977 |
| Racing Club     | Argentina | 1978-1980 |
| Colón           | Argentina | 1980-1981 |

### Como entrenador
| Club                    | País           | Año       |
| ----------------------- | -------------- | --------- |
| Deportivo Riestra       | Argentina      | 1985-1986 |
| Midland                 | Argentina      | 1986-1987 |
| Deportivo Maipú         | Argentina      | 1987-1988 |
| Berazategui             | Argentina      | 1989-1990 |
| Atlético San Miguel     | Argentina      | 1990-1991 |
| Defensores de Belgrano  | Argentina      | 1991-1992 |
| Colegiales (Munro)      | Argentina      | 1994-1995 |
| Leandro N. Alem         | Argentina      | 1995-1996 |
| Almirante Brown         | Argentina      | 1996-1997 |
| Sportivo Italiano       | Argentina      | 1997-1998 |
| Leandro N. Alem         | Argentina      | 1998-1999 |
| Centro Deportivo Olmedo | Ecuador        | 2000      |
| Liga de Quito           | Ecuador        | 2001      |
| Al Nassr                | Arabia Saudita | 2002      |
| Emelec                  | Ecuador        | 2003      |
| Deportivo Cuenca        | Ecuador        | 2004      |
| Deportivo Quito         | Ecuador        | 2005      |
| CD FAS                  | El Salvador    | 2006      |
| Al Nassr                | Arabia Saudita | 2007      |
| El Nacional             | Ecuador        | 2009      |
| Flandria                | Argentina      | 2010      |
| Independiente del Valle | Ecuador        | 2010-2011 |
| Aucas                   | Ecuador        | 2012-2013 |
| Mushuc Runa             | Ecuador        | 2014-2015 |
| Clan Juvenil            | Ecuador        | 2017      |

## Palmarés

### Como entrenador

#### Campeonatos nacionales
| Título               | Club                   | País           | Año           |
| -------------------- | ---------------------- | -------------- | ------------- |
| Primera C            | Defensores de Belgrano | Argentina      | 1991–1992     |
| Primera C            | Leandro N. Alem        | Argentina      | Clausura 1996 |
| Primera División     | Deportivo Olmedo       | Ecuador        | 2000          |
| Serie B              | Liga de Quito          | Ecuador        | 2001          |
| Primera División     | Deportivo Cuenca       | Ecuador        | Clausura 2004 |
| Copa Príncipe Faisal | Al-Nassr               | Arabia Saudita | 2008          |
| Segunda Categoría    | Aucas                  | Ecuador        | 2012          |